# Olympische Sommerspiele 2024/Ringen/Qualifikation
Insgesamt gab es 288 Quotenplätze für die Wettbewerbe im Ringen bei den Olympischen Sommerspielen 2024 in Paris. Der Qualifikationszeitraum begann am 16. September 2023 und endete am 12. Mai 2024.
Anders als in fast allen anderen Sportarten standen der französischen Delegation als Gastgeber nicht automatisch Quotenplätze zu. Auch französische Ringer mussten sich über den regulären Qualifikationsprozess qualifizieren. Pro Nation kann nur ein Athlet pro Gewichtsklasse teilnehmen. Hat ein Athlet einen Quotenplatz erkämpft, liegt die Entscheidung beim jeweiligen Nationalen Olympischen Komitee, wer diesen belegt.
Neben den Weltmeisterschaften 2023 gab es vier kontinentale und ein weltweites Qualifikationsturnier, über die sich die Athleten qualifizieren konnten.

## Übersicht
| Nation                         | Männer      | Männer      | Männer      | Männer      | Männer      | Männer      | Männer                    | Männer                    | Männer                    | Männer                    | Männer                    | Männer                    | Frauen      | Frauen      | Frauen      | Frauen      | Frauen      | Frauen      | Gesamt   |
| Nation                         | Freier Stil | Freier Stil | Freier Stil | Freier Stil | Freier Stil | Freier Stil | Griechisch-römischer Stil | Griechisch-römischer Stil | Griechisch-römischer Stil | Griechisch-römischer Stil | Griechisch-römischer Stil | Griechisch-römischer Stil | Freier Stil | Freier Stil | Freier Stil | Freier Stil | Freier Stil | Freier Stil | Gesamt   |
| Nation                         | 57 kg       | 65 kg       | 74 kg       | 86 kg       | 97 kg       | 125 kg      | 60 kg                     | 67 kg                     | 77 kg                     | 87 kg                     | 97 kg                     | 130 kg                    | 50 kg       | 53 kg       | 57 kg       | 62 kg       | 68 kg       | 76 kg       | Athleten |
| ------------------------------ | ----------- | ----------- | ----------- | ----------- | ----------- | ----------- | ------------------------- | ------------------------- | ------------------------- | ------------------------- | ------------------------- | ------------------------- | ----------- | ----------- | ----------- | ----------- | ----------- | ----------- | -------- |
| Ägypten                        | X           |             | X           |             | X           | X           | X                         | X                         | X                         | X                         | X                         | X                         | X           |             |             |             |             |             | 11       |
| Albanien                       | X           | X           | X           |             |             |             |                           |                           |                           |                           |                           |                           |             |             |             |             |             |             | 3        |
| Algerien                       |             |             |             | X           |             |             | X                         | X                         | X                         | X                         | X                         |                           | X           |             | X           |             |             |             | 8        |
| Armenien                       | X           | X           |             |             |             |             |                           | X                         | X                         |                           | X                         |                           |             |             |             |             |             |             | 5        |
| Aserbaidschan                  | X           | X           | X           | X           | X           | X           | X                         | X                         | X                         | X                         |                           | X                         | X           |             |             |             |             |             | 12       |
| Australien                     |             | X           |             | X           |             |             |                           |                           |                           |                           |                           |                           |             |             |             |             |             |             | 2        |
| Bahrain                        |             |             |             |             | X           |             |                           |                           |                           |                           |                           |                           |             |             |             |             |             |             | 1        |
| Brasilien                      |             |             |             |             |             |             |                           |                           |                           |                           |                           |                           |             |             | X           |             |             |             | 1        |
| Bulgarien                      |             |             |             | X           |             |             |                           |                           | X                         | X                         |                           | X                         |             |             |             | X           |             | X           | 6        |
| Chile                          |             |             |             |             |             |             |                           | X                         |                           |                           |                           | X                         |             |             |             |             |             |             | 2        |
| China                          | X           |             | X           |             | X           | X           | X                         |                           |                           | X                         |                           | X                         | X           | X           | X           |             | X           | X           | 12       |
| Dänemark                       |             |             |             |             |             |             |                           |                           |                           | X                         |                           |                           |             |             |             |             |             |             | 1        |
| Deutschland                    |             |             |             |             | X           |             |                           |                           |                           |                           | X                         | X                         | X           | X           | X           | X           |             |             | 7        |
| Dominikanische Republik        |             |             |             |             | X           |             |                           |                           |                           |                           |                           |                           |             |             |             |             |             |             | 1        |
| Ecuador                        |             |             |             |             |             |             |                           | X                         |                           |                           |                           |                           |             | X           | X           |             |             | X           | 4        |
| Estland                        |             |             |             |             |             |             |                           |                           |                           |                           |                           | X                         |             |             |             |             |             |             | 1        |
| Finnland                       |             |             |             |             |             |             |                           |                           | X                         |                           | X                         |                           |             |             |             |             |             |             | 2        |
| Frankreich                     |             |             |             |             |             |             |                           | X                         |                           |                           |                           |                           |             |             |             | X           | X           |             | 3        |
| Georgien                       |             | X           |             | X           | X           | X           |                           | X                         |                           | X                         | X                         |                           |             |             |             |             |             |             | 7        |
| Griechenland                   |             |             | X           | X           |             |             |                           |                           |                           |                           |                           |                           |             | X           |             |             |             |             | 3        |
| Guam                           |             |             |             |             |             |             |                           |                           |                           |                           |                           |                           |             | X           | X           |             |             |             | 2        |
| Guinea-Bissau                  | X           |             | X           |             |             |             |                           |                           |                           |                           |                           |                           |             |             |             |             |             |             | 2        |
| Honduras                       |             |             |             |             |             |             |                           |                           |                           |                           | X                         |                           |             |             |             |             |             |             | 1        |
| Indien                         | X           |             |             |             |             |             |                           |                           |                           |                           |                           |                           | X           | X           | X           |             | X           | X           | 6        |
| Individuelle Neutrale Athleten |             |             | X           |             |             |             |                           |                           |                           |                           | X                         |                           |             |             |             |             |             |             | 2        |
| Iran                           | X           | X           | X           | X           | X           | X           | X                         | X                         | X                         | X                         | X                         | X                         |             |             |             |             |             |             | 12       |
| Italien                        |             |             | X           |             |             |             |                           |                           |                           |                           |                           |                           | X           |             | X           |             |             |             | 3        |
| Japan                          | X           | X           | X           | X           |             |             | X                         | X                         | X                         |                           |                           |                           | X           | X           | X           | X           | X           | X           | 13       |
| Kanada                         |             |             |             | X           |             | X           |                           |                           |                           |                           |                           |                           |             |             | X           | X           | X           | X           | 6        |
| Kasachstan                     | X           |             |             | X           | X           | X           | X                         |                           | X                         | X                         |                           | X                         |             |             |             |             |             |             | 8        |
| Kirgisistan                    | X           | X           |             |             |             | X           | X                         | X                         | X                         |                           | X                         |                           |             |             |             | X           | X           | X           | 10       |
| Kolumbien                      |             |             |             |             |             |             |                           |                           | X                         | X                         |                           |                           | X           |             |             |             |             | X           | 4        |
| Kuba                           |             | X           | X           |             | X           |             | X                         | X                         | X                         |                           | X                         | X                         | X           |             |             |             |             | X           | 10       |
| Litauen                        |             |             |             |             |             |             |                           |                           |                           |                           | X                         | X                         | X           |             |             |             |             |             | 3        |
| Marokko                        |             |             |             |             |             |             |                           |                           |                           |                           |                           | X                         |             |             |             |             |             |             | 1        |
| Mexiko                         | X           | X           |             |             |             |             |                           |                           |                           |                           |                           |                           |             |             |             |             |             |             | 2        |
| Moldau                         |             | X           |             |             | X           |             | X                         | X                         |                           |                           |                           |                           |             | X           | X           |             | X           |             | 7        |
| Mongolei                       |             | X           |             | X           |             | X           |                           |                           |                           |                           |                           |                           | X           | X           | X           | X           | X           | X           | 9        |
| Nigeria                        |             |             |             |             |             | X           |                           |                           |                           |                           |                           |                           |             | X           | X           | X           | X           | X           | 6        |
| Neuseeland                     |             |             |             |             |             |             |                           |                           |                           |                           |                           |                           |             |             |             |             | X           |             | 1        |
| Nordkorea                      |             |             |             |             |             |             | X                         |                           |                           |                           |                           |                           |             | X           |             |             | X           |             | 3        |
| Nordmazedonien                 | X           |             |             |             |             |             |                           |                           |                           |                           |                           |                           |             |             |             |             |             |             | 1        |
| Norwegen                       |             |             |             |             |             |             |                           |                           |                           |                           |                           |                           |             |             |             | X           |             |             | 1        |
| Polen                          |             |             |             |             | X           | X           |                           |                           |                           | X                         |                           |                           |             |             | X           |             | X           |             | 5        |
| Puerto Rico                    | X           | X           |             | X           |             | X           |                           |                           |                           |                           |                           |                           |             |             |             |             |             |             | 4        |
| Refugee Olympic Team           |             |             | X           |             |             |             | X                         |                           |                           |                           |                           |                           |             |             |             |             |             |             | 2        |
| Rumänien                       |             |             |             |             |             |             | X                         |                           |                           |                           |                           | X                         |             | X           |             | X           |             | X           | 5        |
| San Marino                     |             |             |             | X           |             |             |                           |                           |                           |                           |                           |                           |             |             |             |             |             |             | 1        |
| Samoa                          | X           |             |             |             |             |             |                           |                           |                           |                           |                           |                           |             |             |             |             |             |             | 1        |
| Schweden                       |             |             |             |             |             |             |                           |                           |                           |                           |                           |                           |             | X           |             | X           |             |             | 2        |
| Serbien                        |             |             | X           |             |             |             | X                         | X                         |                           | X                         | X                         |                           |             |             |             |             |             |             | 5        |
| Slowakei                       |             |             | X           |             |             |             |                           |                           |                           |                           |                           |                           |             |             |             |             |             |             | 1        |
| Südafrika                      |             |             |             |             | X           |             |                           |                           |                           |                           |                           |                           |             |             |             |             |             |             | 1        |
| Südkorea                       |             |             |             |             |             |             |                           |                           |                           |                           | X                         | X                         |             |             |             | X           |             |             | 3        |
| Tadschikistan                  |             |             | X           |             |             |             |                           |                           |                           |                           |                           |                           |             |             |             |             |             |             | 1        |
| Tunesien                       |             |             |             |             |             |             |                           | X                         |                           |                           |                           |                           |             |             |             | X           |             | X           | 3        |
| Türkei                         |             |             |             |             | X           | X           | X                         |                           | X                         | X                         |                           | X                         | X           | X           |             | X           | X           | X           | 11       |
| Ukraine                        |             |             |             | X           | X           | X           |                           | X                         |                           | X                         |                           |                           | X           |             | X           | X           | X           |             | 9        |
| Ungarn                         |             | X           |             |             |             | X           |                           |                           | X                         | X                         |                           |                           |             |             |             |             |             | X           | 5        |
| Usbekistan                     | X           |             | X           | X           |             |             | X                         |                           | X                         |                           | X                         |                           | X           |             |             |             |             |             | 7        |
| Venezuela                      |             |             | X           |             |             |             | X                         |                           |                           |                           |                           |                           |             | X           |             |             | X           |             | 4        |
| Vereinigte Staaten             | X           | X           | X           | X           | X           | X           |                           |                           | X                         | X                         | X                         | X                         | X           | X           | X           | X           | X           | X           | 16       |
| Gesamt: 62 NOKs                | 16          | 16          | 18          | 16          | 16          | 16          | 17                        | 16                        | 16                        | 16                        | 16                        | 16                        | 16          | 16          | 16          | 16          | 16          | 16          | 291      |

## Männer

### Freier Stil

#### Klasse bis 57 kg
| Qualifikationswettbewerb                      | Datum                  | Ort      | Plätze | Nation                         | Qualifizierter Athlet |
| --------------------------------------------- | ---------------------- | -------- | ------ | ------------------------------ | --------------------- |
| Weltmeisterschaften 2023                      | 16.–24. September 2023 | Belgrad  | 4      | Japan                          | Rei Higuchi           |
| Weltmeisterschaften 2023                      | 16.–24. September 2023 | Belgrad  | 4      | Serbien                        | Stevan Mićić          |
| Weltmeisterschaften 2023                      | 16.–24. September 2023 | Belgrad  | 4      | Armenien                       | Arsen Harutjunjan     |
| Weltmeisterschaften 2023                      | 16.–24. September 2023 | Belgrad  | 4      | Albanien                       | Selimchan Abakarow    |
| Weltmeisterschaften 2023                      | 16.–24. September 2023 | Belgrad  | 4      | Individuelle Neutrale Athleten | —                     |
| Weltmeisterschaften 2023                      | 16.–24. September 2023 | Belgrad  | 4      | Kasachstan                     | Meirambek Qartbai     |
| Afrikanisch/Ozeanisches Qualifikationsturnier | 22.–24. März 2024      | Kairo    | 2      | Guinea-Bissau                  | Diamantino Iuna Fafé  |
| Afrikanisch/Ozeanisches Qualifikationsturnier | 22.–24. März 2024      | Kairo    | 2      | Ägypten                        | Gamal Mohamed         |
| Amerikanisches Qualifikationsturnier          | 1.–3. März 2024        | Acapulco | 2      | Mexiko                         | Roman Bravo-Young     |
| Amerikanisches Qualifikationsturnier          | 1.–3. März 2024        | Acapulco | 2      | Puerto Rico                    | Darian Cruz           |
| Europäisches Qualifikationsturnier            | 4.–7. April 2024       | Baku     | 2      | Aserbaidschan                  | Aliabbas Rzazade      |
| Europäisches Qualifikationsturnier            | 4.–7. April 2024       | Baku     | 2      | Individuelle Neutrale Athleten | —                     |
| Europäisches Qualifikationsturnier            | 4.–7. April 2024       | Baku     | 2      | Nordmazedonien                 | Vladimir Egorov       |
| Asiatisches Qualifikationsturnier             | 19.–21. April 2024     | Bischkek | 2      | Kirgisistan                    | Beksat Almas Uulu     |
| Asiatisches Qualifikationsturnier             | 19.–21. April 2024     | Bischkek | 2      | Usbekistan                     | Gʻulomjon Abdullayev  |
| Internationales Qualifikationsturnier         | 9.–12. Mai 2024        | Istanbul | 3      | Vereinigte Staaten             | Spencer Lee           |
| Internationales Qualifikationsturnier         | 9.–12. Mai 2024        | Istanbul | 3      | Indien                         | Aman Sehrawat         |
| Internationales Qualifikationsturnier         | 9.–12. Mai 2024        | Istanbul | 3      | China                          | Zou Wanhao            |
| Neuverteilung ungenutzter Quotenplätze        | —                      | —        | 1      | Iran                           | Alireza Sarlak        |
| Gesamt                                        | Gesamt                 | Gesamt   | 16     | 16                             | 16                    |

#### Klasse bis 65 kg
| Qualifikationswettbewerb                      | Datum                  | Ort      | Plätze | Nation             | Qualifizierter Athlet    |
| --------------------------------------------- | ---------------------- | -------- | ------ | ------------------ | ------------------------ |
| Weltmeisterschaften 2023                      | 16.–24. September 2023 | Belgrad  | 5      | Ungarn             | Ismail Mussukajew        |
| Weltmeisterschaften 2023                      | 16.–24. September 2023 | Belgrad  | 5      | Puerto Rico        | Sebastian Rivera         |
| Weltmeisterschaften 2023                      | 16.–24. September 2023 | Belgrad  | 5      | Moldau             | Maxim Saculțan           |
| Weltmeisterschaften 2023                      | 16.–24. September 2023 | Belgrad  | 5      | Armenien           | Wasgen Tewanjan          |
| Weltmeisterschaften 2023                      | 16.–24. September 2023 | Belgrad  | 5      | Iran               | Rahman Amouzad           |
| Afrikanisch/Ozeanisches Qualifikationsturnier | 22.–24. März 2024      | Kairo    | 2      | Australien         | Georgii Okorokov         |
| Afrikanisch/Ozeanisches Qualifikationsturnier | 22.–24. März 2024      | Kairo    | 2      | Samoa              | Gaku Akazawa             |
| Amerikanisches Qualifikationsturnier          | 1.–3. März 2024        | Acapulco | 2      | Mexiko             | Austin Gomez             |
| Amerikanisches Qualifikationsturnier          | 1.–3. März 2024        | Acapulco | 2      | Kuba               | Alejandro Valdés         |
| Europäisches Qualifikationsturnier            | 4.–7. April 2024       | Baku     | 2      | Georgien           | Goderdsi Dsebissaschwili |
| Europäisches Qualifikationsturnier            | 4.–7. April 2024       | Baku     | 2      | Aserbaidschan      | Hacı Əliyev              |
| Asiatisches Qualifikationsturnier             | 19.–21. April 2024     | Bischkek | 2      | Japan              | Kotaro Kiyooka           |
| Asiatisches Qualifikationsturnier             | 19.–21. April 2024     | Bischkek | 2      | Kirgisistan        | Ernasar Akmatalijewdi    |
| Internationales Qualifikationsturnier         | 9.–12. Mai 2024        | Istanbul | 3      | Albanien           | Islam Dudajew            |
| Internationales Qualifikationsturnier         | 9.–12. Mai 2024        | Istanbul | 3      | Mongolei           | Tömör-Otschiryn Tulga    |
| Internationales Qualifikationsturnier         | 9.–12. Mai 2024        | Istanbul | 3      | Vereinigte Staaten | Zain Retherford          |
| Gesamt                                        | Gesamt                 | Gesamt   | 16     | 16                 | 16                       |

#### Klasse bis 74 kg
| Qualifikationswettbewerb                      | Datum                  | Ort      | Plätze | Nation                         | Qualifizierter Athlet        |
| --------------------------------------------- | ---------------------- | -------- | ------ | ------------------------------ | ---------------------------- |
| Weltmeisterschaften 2023                      | 16.–24. September 2023 | Belgrad  | 5      | Vereinigte Staaten             | Kyle Douglas Dake            |
| Weltmeisterschaften 2023                      | 16.–24. September 2023 | Belgrad  | 5      | Individuelle Neutrale Athleten | —                            |
| Weltmeisterschaften 2023                      | 16.–24. September 2023 | Belgrad  | 5      | Serbien                        | Chetag Zabolow               |
| Weltmeisterschaften 2023                      | 16.–24. September 2023 | Belgrad  | 5      | Japan                          | Daichi Takatani              |
| Weltmeisterschaften 2023                      | 16.–24. September 2023 | Belgrad  | 5      | Griechenland                   | Georgios Kougioumtsidis      |
| Weltmeisterschaften 2023                      | 16.–24. September 2023 | Belgrad  | 5      | China                          | Lu Feng                      |
| Afrikanisch/Ozeanisches Qualifikationsturnier | 22.–24. März 2024      | Kairo    | 2      | Ägypten                        | Amr Reda Hussen              |
| Afrikanisch/Ozeanisches Qualifikationsturnier | 22.–24. März 2024      | Kairo    | 2      | Guinea-Bissau                  | Bacar N’Dum                  |
| Amerikanisches Qualifikationsturnier          | 1.–3. März 2024        | Acapulco | 2      | Kuba                           | Geandry Garzón Caballero     |
| Amerikanisches Qualifikationsturnier          | 1.–3. März 2024        | Acapulco | 2      | Venezuela                      | Anthony Montero              |
| Europäisches Qualifikationsturnier            | 4.–7. April 2024       | Baku     | 2      | Aserbaidschan                  | Turan Bayramov               |
| Europäisches Qualifikationsturnier            | 4.–7. April 2024       | Baku     | 2      | Individuelle Neutrale Athleten | —                            |
| Europäisches Qualifikationsturnier            | 4.–7. April 2024       | Baku     | 2      | Italien                        | Frank Chamizo                |
| Asiatisches Qualifikationsturnier             | 19.–21. April 2024     | Bischkek | 2      | Usbekistan                     | Razambek Jamalov             |
| Asiatisches Qualifikationsturnier             | 19.–21. April 2024     | Bischkek | 2      | Iran                           | Younes Emami                 |
| Internationales Qualifikationsturnier         | 9.–12. Mai 2024        | Istanbul | 3      | Tadschikistan                  | Wiktor Rassadin              |
| Internationales Qualifikationsturnier         | 9.–12. Mai 2024        | Istanbul | 3      | Slowakei                       | Taimuras Salkasanow          |
| Internationales Qualifikationsturnier         | 9.–12. Mai 2024        | Istanbul | 3      | Albanien                       | Chermen Valiev               |
| IOC Einladungsstartplatz                      | —                      | —        | 2      | Refugee Olympic Team           | Imam Mahdavi                 |
| IOC Einladungsstartplatz                      | —                      | —        | 2      | Individuelle Neutrale Athleten | Mahamedchabib Kadsimahamedau |
| Gesamt                                        | Gesamt                 | Gesamt   | 18     | 18                             | 18                           |

#### Klasse bis 86 kg
| Qualifikationswettbewerb                      | Datum                  | Ort      | Plätze | Nation                         | Qualifizierter Athlet      |
| --------------------------------------------- | ---------------------- | -------- | ------ | ------------------------------ | -------------------------- |
| Weltmeisterschaften 2023                      | 16.–24. September 2023 | Belgrad  | 5      | Iran                           | Hassan Yazdani             |
| Weltmeisterschaften 2023                      | 16.–24. September 2023 | Belgrad  | 5      | Vereinigte Staaten             | Aaron Brooks               |
| Weltmeisterschaften 2023                      | 16.–24. September 2023 | Belgrad  | 5      | San Marino                     | Myles Amine                |
| Weltmeisterschaften 2023                      | 16.–24. September 2023 | Belgrad  | 5      | Kasachstan                     | Asamat Dauletbekow         |
| Weltmeisterschaften 2023                      | 16.–24. September 2023 | Belgrad  | 5      | Usbekistan                     | Javrail Shapiev            |
| Afrikanisch/Ozeanisches Qualifikationsturnier | 22.–24. März 2024      | Kairo    | 2      | Algerien                       | Fateh Benferdjallah        |
| Afrikanisch/Ozeanisches Qualifikationsturnier | 22.–24. März 2024      | Kairo    | 2      | Australien                     | Jayden Lawrence            |
| Amerikanisches Qualifikationsturnier          | 1.–3. März 2024        | Acapulco | 2      | Puerto Rico                    | Ethan Ramos                |
| Amerikanisches Qualifikationsturnier          | 1.–3. März 2024        | Acapulco | 2      | Kanada                         | Alex Moore                 |
| Europäisches Qualifikationsturnier            | 4.–7. April 2024       | Baku     | 2      | Individuelle Neutrale Athleten | —                          |
| Europäisches Qualifikationsturnier            | 4.–7. April 2024       | Baku     | 2      | Aserbaidschan                  | Osman Nurməhəmmədov        |
| Europäisches Qualifikationsturnier            | 4.–7. April 2024       | Baku     | 2      | Ukraine                        | Wasil Michailow            |
| Asiatisches Qualifikationsturnier             | 19.–21. April 2024     | Bischkek | 2      | Japan                          | Hayato Ishiguro            |
| Asiatisches Qualifikationsturnier             | 19.–21. April 2024     | Bischkek | 2      | Mongolei                       | Bjambasürengiin Bat-Erdene |
| Internationales Qualifikationsturnier         | 9.–12. Mai 2024        | Istanbul | 3      | Griechenland                   | Dauren Kuruglijew          |
| Internationales Qualifikationsturnier         | 9.–12. Mai 2024        | Istanbul | 3      | Bulgarien                      | Magomed Ramasanow          |
| Internationales Qualifikationsturnier         | 9.–12. Mai 2024        | Istanbul | 3      | Georgien                       | Wladimer Gamqrelidse       |
| Gesamt                                        | Gesamt                 | Gesamt   | 16     | 16                             | 16                         |

#### Klasse bis 97 kg
| Qualifikationswettbewerb                      | Datum                  | Ort      | Plätze | Nation                         | Qualifizierter Athlet |
| --------------------------------------------- | ---------------------- | -------- | ------ | ------------------------------ | --------------------- |
| Weltmeisterschaften 2023                      | 16.–24. September 2023 | Belgrad  | 5      | Bahrain                        | Achmed Taschudinow    |
| Weltmeisterschaften 2023                      | 16.–24. September 2023 | Belgrad  | 5      | Aserbaidschan                  | Magomedchan Magomedow |
| Weltmeisterschaften 2023                      | 16.–24. September 2023 | Belgrad  | 5      | Vereinigte Staaten             | Kyle Snyder           |
| Weltmeisterschaften 2023                      | 16.–24. September 2023 | Belgrad  | 5      | Georgien                       | Giwi Matscharaschwili |
| Weltmeisterschaften 2023                      | 16.–24. September 2023 | Belgrad  | 5      | Türkei                         | İbrahim Çiftçi        |
| Afrikanisch/Ozeanisches Qualifikationsturnier | 22.–24. März 2024      | Kairo    | 2      | Südafrika                      | Nicolaas de Lange     |
| Afrikanisch/Ozeanisches Qualifikationsturnier | 22.–24. März 2024      | Kairo    | 2      | Ägypten                        | Mostafa El-Ders       |
| Amerikanisches Qualifikationsturnier          | 1.–3. März 2024        | Acapulco | 2      | Dominikanische Republik        | Luis Pérez Sosa       |
| Amerikanisches Qualifikationsturnier          | 1.–3. März 2024        | Acapulco | 2      | Kuba                           | Arturo Silot          |
| Europäisches Qualifikationsturnier            | 4.–7. April 2024       | Baku     | 2      | Individuelle Neutrale Athleten | —                     |
| Europäisches Qualifikationsturnier            | 4.–7. April 2024       | Baku     | 2      | Individuelle Neutrale Athleten | —                     |
| Europäisches Qualifikationsturnier            | 4.–7. April 2024       | Baku     | 2      | Moldau                         | Radu Lefter           |
| Europäisches Qualifikationsturnier            | 4.–7. April 2024       | Baku     | 2      | Ukraine                        | Murasi Mtschedlidse   |
| Asiatisches Qualifikationsturnier             | 19.–21. April 2024     | Bischkek | 2      | Kasachstan                     | Älischer Jerghali     |
| Asiatisches Qualifikationsturnier             | 19.–21. April 2024     | Bischkek | 2      | Iran                           | Amir Azarpira         |
| Internationales Qualifikationsturnier         | 9.–12. Mai 2024        | Istanbul | 3      | Deutschland                    | Erik Thiele           |
| Internationales Qualifikationsturnier         | 9.–12. Mai 2024        | Istanbul | 3      | Polen                          | Zbigniew Baranowski   |
| Internationales Qualifikationsturnier         | 9.–12. Mai 2024        | Istanbul | 3      | China                          | Habila Awusayiman     |
| Gesamt                                        | Gesamt                 | Gesamt   | 16     | 16                             | 16                    |

#### Klasse bis 125 kg
| Qualifikationswettbewerb                      | Datum                  | Ort      | Plätze | Nation                         | Qualifizierter Athlet    |
| --------------------------------------------- | ---------------------- | -------- | ------ | ------------------------------ | ------------------------ |
| Weltmeisterschaften 2023                      | 16.–24. September 2023 | Belgrad  | 5      | Iran                           | Amir Hossein Zare        |
| Weltmeisterschaften 2023                      | 16.–24. September 2023 | Belgrad  | 5      | Georgien                       | Geno Petriaschwili       |
| Weltmeisterschaften 2023                      | 16.–24. September 2023 | Belgrad  | 5      | Türkei                         | Taha Akgül               |
| Weltmeisterschaften 2023                      | 16.–24. September 2023 | Belgrad  | 5      | Vereinigte Staaten             | Mason Parris             |
| Weltmeisterschaften 2023                      | 16.–24. September 2023 | Belgrad  | 5      | Individuelle Neutrale Athleten | —                        |
| Weltmeisterschaften 2023                      | 16.–24. September 2023 | Belgrad  | 5      | Ukraine                        | Jurij Idsinskyj          |
| Afrikanisch/Ozeanisches Qualifikationsturnier | 22.–24. März 2024      | Kairo    | 2      | Ägypten                        | Diaaeldin Kamal          |
| Afrikanisch/Ozeanisches Qualifikationsturnier | 22.–24. März 2024      | Kairo    | 2      | Nigeria                        | Ashton Mutuwa            |
| Amerikanisches Qualifikationsturnier          | 1.–3. März 2024        | Acapulco | 2      | Puerto Rico                    | Jonovan Smith            |
| Amerikanisches Qualifikationsturnier          | 1.–3. März 2024        | Acapulco | 2      | Kanada                         | Amar Dhesi               |
| Europäisches Qualifikationsturnier            | 4.–7. April 2024       | Baku     | 2      | Individuelle Neutrale Athleten | —                        |
| Europäisches Qualifikationsturnier            | 4.–7. April 2024       | Baku     | 2      | Aserbaidschan                  | Giorgi Meschwildischwili |
| Europäisches Qualifikationsturnier            | 4.–7. April 2024       | Baku     | 2      | Polen                          | Robert Baran             |
| Asiatisches Qualifikationsturnier             | 19.–21. April 2024     | Bischkek | 2      | Mongolei                       | Mönchtöriin Lchagwagerel |
| Asiatisches Qualifikationsturnier             | 19.–21. April 2024     | Bischkek | 2      | Kasachstan                     | Jussup Batyrmursajew     |
| Internationales Qualifikationsturnier         | 9.–12. Mai 2024        | Istanbul | 3      | Kirgisistan                    | Ajaal Lasarew            |
| Internationales Qualifikationsturnier         | 9.–12. Mai 2024        | Istanbul | 3      | China                          | Deng Zhiwei              |
| Internationales Qualifikationsturnier         | 9.–12. Mai 2024        | Istanbul | 3      | Ungarn                         | Dániel Ligeti            |
| Gesamt                                        | Gesamt                 | Gesamt   | 16     | 16                             | 16                       |

### Griechisch-römischer Stil

#### Klasse bis 60 kg
| Qualifikationswettbewerb                      | Datum                  | Ort      | Plätze | Nation                         | Qualifizierter Athlet      |
| --------------------------------------------- | ---------------------- | -------- | ------ | ------------------------------ | -------------------------- |
| Weltmeisterschaften 2023                      | 16.–24. September 2023 | Belgrad  | 5      | Japan                          | Ken’ichirō Fumita          |
| Weltmeisterschaften 2023                      | 16.–24. September 2023 | Belgrad  | 5      | Kirgisistan                    | Dscholoman Scharschenbekow |
| Weltmeisterschaften 2023                      | 16.–24. September 2023 | Belgrad  | 5      | Usbekistan                     | Islomjon Bakhromov         |
| Weltmeisterschaften 2023                      | 16.–24. September 2023 | Belgrad  | 5      | China                          | Cao Liguo                  |
| Weltmeisterschaften 2023                      | 16.–24. September 2023 | Belgrad  | 5      | Iran                           | Mehdi Mohsennejad          |
| Afrikanisch/Ozeanisches Qualifikationsturnier | 22.–24. März 2024      | Kairo    | 2      | Algerien                       | Abdelkarim Fergat          |
| Afrikanisch/Ozeanisches Qualifikationsturnier | 22.–24. März 2024      | Kairo    | 2      | Ägypten                        | Moamen Mohamed             |
| Amerikanisches Qualifikationsturnier          | 1.–3. März 2024        | Acapulco | 2      | Venezuela                      | Raiber Rodríguez           |
| Amerikanisches Qualifikationsturnier          | 1.–3. März 2024        | Acapulco | 2      | Kuba                           | Kevin de Armas             |
| Europäisches Qualifikationsturnier            | 4.–7. April 2024       | Baku     | 2      | Moldau                         | Victor Ciobanu             |
| Europäisches Qualifikationsturnier            | 4.–7. April 2024       | Baku     | 2      | Türkei                         | Enes Başar                 |
| Asiatisches Qualifikationsturnier             | 19.–21. April 2024     | Bischkek | 2      | Kasachstan                     | Aidos Sultanghali          |
| Asiatisches Qualifikationsturnier             | 19.–21. April 2024     | Bischkek | 2      | Nordkorea                      | Ri Se-ung                  |
| Internationales Qualifikationsturnier         | 9.–12. Mai 2024        | Istanbul | 3      | Individuelle Neutrale Athleten | —                          |
| Internationales Qualifikationsturnier         | 9.–12. Mai 2024        | Istanbul | 3      | Aserbaidschan                  | Murad Məmmədov             |
| Internationales Qualifikationsturnier         | 9.–12. Mai 2024        | Istanbul | 3      | Serbien                        | Georgij Tibilov            |
| Internationales Qualifikationsturnier         | 9.–12. Mai 2024        | Istanbul | 3      | Rumänien                       | Răzvan Arnăut              |
| IOC Einladungsstartplatz                      | —                      | —        | 1      | Refugee Olympic Team           | Jamal Valizadeh            |
| Gesamt                                        | Gesamt                 | Gesamt   | 17     | 17                             | 17                         |

#### Klasse bis 67 kg
| Qualifikationswettbewerb                      | Datum                  | Ort      | Plätze | Nation        | Qualifizierter Athlet    |
| --------------------------------------------- | ---------------------- | -------- | ------ | ------------- | ------------------------ |
| Weltmeisterschaften 2023                      | 16.–24. September 2023 | Belgrad  | 5      | Kuba          | Luis Orta                |
| Weltmeisterschaften 2023                      | 16.–24. September 2023 | Belgrad  | 5      | Aserbaidschan | Həsrət Cəfərov           |
| Weltmeisterschaften 2023                      | 16.–24. September 2023 | Belgrad  | 5      | Serbien       | Mate Nemeš               |
| Weltmeisterschaften 2023                      | 16.–24. September 2023 | Belgrad  | 5      | Iran          | Saeid Esmaeili Leivesi   |
| Weltmeisterschaften 2023                      | 16.–24. September 2023 | Belgrad  | 5      | Armenien      | Slawik Galstjan          |
| Afrikanisch/Ozeanisches Qualifikationsturnier | 22.–24. März 2024      | Kairo    | 2      | Tunesien      | Souleymen Nasr           |
| Afrikanisch/Ozeanisches Qualifikationsturnier | 22.–24. März 2024      | Kairo    | 2      | Algerien      | Ishak Ghaiou             |
| Amerikanisches Qualifikationsturnier          | 1.–3. März 2024        | Acapulco | 2      | Chile         | Néstor Almanza           |
| Amerikanisches Qualifikationsturnier          | 1.–3. März 2024        | Acapulco | 2      | Ecuador       | Andrés Montaño           |
| Europäisches Qualifikationsturnier            | 4.–7. April 2024       | Baku     | 2      | Ukraine       | Parwis Nassibow          |
| Europäisches Qualifikationsturnier            | 4.–7. April 2024       | Baku     | 2      | Frankreich    | Mamadassa Sylla          |
| Asiatisches Qualifikationsturnier             | 19.–21. April 2024     | Bischkek | 2      | Kirgisistan   | Amantur Ismailow         |
| Asiatisches Qualifikationsturnier             | 19.–21. April 2024     | Bischkek | 2      | Japan         | Kyotaro Sogabe           |
| Internationales Qualifikationsturnier         | 9.–12. Mai 2024        | Istanbul | 3      | Moldau        | Valentin Petic           |
| Internationales Qualifikationsturnier         | 9.–12. Mai 2024        | Istanbul | 3      | Georgien      | Ramas Soidse             |
| Internationales Qualifikationsturnier         | 9.–12. Mai 2024        | Istanbul | 3      | Ägypten       | Mohamed Ibrahim El-Sayed |
| Gesamt                                        | Gesamt                 | Gesamt   | 16     | 16            | 16                       |

#### Klasse bis 77 kg
| Qualifikationswettbewerb                      | Datum                  | Ort      | Plätze | Nation                         | Qualifizierter Athlet |
| --------------------------------------------- | ---------------------- | -------- | ------ | ------------------------------ | --------------------- |
| Weltmeisterschaften 2023                      | 16.–24. September 2023 | Belgrad  | 5      | Aserbaidschan                  | Sənan Süleymanov      |
| Weltmeisterschaften 2023                      | 16.–24. September 2023 | Belgrad  | 5      | Kirgisistan                    | Akdschol Machmudow    |
| Weltmeisterschaften 2023                      | 16.–24. September 2023 | Belgrad  | 5      | Armenien                       | Malchas Amojan        |
| Weltmeisterschaften 2023                      | 16.–24. September 2023 | Belgrad  | 5      | Japan                          | Nao Kusaka            |
| Weltmeisterschaften 2023                      | 16.–24. September 2023 | Belgrad  | 5      | Usbekistan                     | Aram Wardanjan        |
| Afrikanisch/Ozeanisches Qualifikationsturnier | 22.–24. März 2024      | Kairo    | 2      | Ägypten                        | Mahmoud Abdelrahman   |
| Afrikanisch/Ozeanisches Qualifikationsturnier | 22.–24. März 2024      | Kairo    | 2      | Algerien                       | Abdelkrim Ouakali     |
| Amerikanisches Qualifikationsturnier          | 1.–3. März 2024        | Acapulco | 2      | Kuba                           | Yosvanys Peña         |
| Amerikanisches Qualifikationsturnier          | 1.–3. März 2024        | Acapulco | 2      | Kolumbien                      | Jair Cuero            |
| Europäisches Qualifikationsturnier            | 4.–7. April 2024       | Baku     | 2      | Türkei                         | Burhan Akbudak        |
| Europäisches Qualifikationsturnier            | 4.–7. April 2024       | Baku     | 2      | Finnland                       | Jonni Sarkkinen       |
| Asiatisches Qualifikationsturnier             | 19.–21. April 2024     | Bischkek | 2      | Kasachstan                     | Demeu Schadyrajew     |
| Asiatisches Qualifikationsturnier             | 19.–21. April 2024     | Bischkek | 2      | Iran                           | Amin Kavianinejad     |
| Internationales Qualifikationsturnier         | 9.–12. Mai 2024        | Istanbul | 3      | Bulgarien                      | Ayk Mnatsakanian      |
| Internationales Qualifikationsturnier         | 9.–12. Mai 2024        | Istanbul | 3      | Individuelle Neutrale Athleten | —                     |
| Internationales Qualifikationsturnier         | 9.–12. Mai 2024        | Istanbul | 3      | Ungarn                         | Zoltán Lévai          |
| Internationales Qualifikationsturnier         | 9.–12. Mai 2024        | Istanbul | 3      | Vereinigte Staaten             | Kamal Bey             |
| Gesamt                                        | Gesamt                 | Gesamt   | 16     | 16                             | 16                    |

#### Klasse bis 87 kg
| Qualifikationswettbewerb                      | Datum                  | Ort      | Plätze | Nation                         | Qualifizierter Athlet |
| --------------------------------------------- | ---------------------- | -------- | ------ | ------------------------------ | --------------------- |
| Weltmeisterschaften 2023                      | 16.–24. September 2023 | Belgrad  | 5      | Türkei                         | Ali Cengiz            |
| Weltmeisterschaften 2023                      | 16.–24. September 2023 | Belgrad  | 5      | Ungarn                         | Dávid Losonczi        |
| Weltmeisterschaften 2023                      | 16.–24. September 2023 | Belgrad  | 5      | Ukraine                        | Schan Belenjuk        |
| Weltmeisterschaften 2023                      | 16.–24. September 2023 | Belgrad  | 5      | Bulgarien                      | Semen Nowikow         |
| Weltmeisterschaften 2023                      | 16.–24. September 2023 | Belgrad  | 5      | Kasachstan                     | Nursultan Tursynow    |
| Afrikanisch/Ozeanisches Qualifikationsturnier | 22.–24. März 2024      | Kairo    | 2      | Ägypten                        | Mohamed Metwally      |
| Afrikanisch/Ozeanisches Qualifikationsturnier | 22.–24. März 2024      | Kairo    | 2      | Algerien                       | Bachir Sid Azara      |
| Amerikanisches Qualifikationsturnier          | 1.–3. März 2024        | Acapulco | 2      | Vereinigte Staaten             | Payton Jacobson       |
| Amerikanisches Qualifikationsturnier          | 1.–3. März 2024        | Acapulco | 2      | Kolumbien                      | Carlos Muñoz          |
| Europäisches Qualifikationsturnier            | 4.–7. April 2024       | Baku     | 2      | Serbien                        | Alexander Komarow     |
| Europäisches Qualifikationsturnier            | 4.–7. April 2024       | Baku     | 2      | Individuelle Neutrale Athleten | —                     |
| Europäisches Qualifikationsturnier            | 4.–7. April 2024       | Baku     | 2      | Dänemark                       | Turpal Bisultanov     |
| Asiatisches Qualifikationsturnier             | 19.–21. April 2024     | Bischkek | 2      | China                          | Qian Haitao           |
| Asiatisches Qualifikationsturnier             | 19.–21. April 2024     | Bischkek | 2      | Iran                           | Alireza Mohmadi       |
| Internationales Qualifikationsturnier         | 9.–12. Mai 2024        | Istanbul | 3      | Individuelle Neutrale Athleten | —                     |
| Internationales Qualifikationsturnier         | 9.–12. Mai 2024        | Istanbul | 3      | Aserbaidschan                  | Rafiq Hüseynov        |
| Internationales Qualifikationsturnier         | 9.–12. Mai 2024        | Istanbul | 3      | Polen                          | Arkadiusz Kułynycz    |
| Internationales Qualifikationsturnier         | 9.–12. Mai 2024        | Istanbul | 3      | Georgien                       | Lascha Gobadse        |
| Gesamt                                        | Gesamt                 | Gesamt   | 16     | 16                             | 16                    |

#### Klasse bis 97 kg
| Qualifikationswettbewerb                      | Datum                  | Ort      | Plätze | Nation                         | Qualifizierter Athlet    |
| --------------------------------------------- | ---------------------- | -------- | ------ | ------------------------------ | ------------------------ |
| Weltmeisterschaften 2023                      | 16.–24. September 2023 | Belgrad  | 5      | Armenien                       | Artur Aleksanjan         |
| Weltmeisterschaften 2023                      | 16.–24. September 2023 | Belgrad  | 5      | Kuba                           | Gabriel Rosillo          |
| Weltmeisterschaften 2023                      | 16.–24. September 2023 | Belgrad  | 5      | Serbien                        | Micheil Kadschaia        |
| Weltmeisterschaften 2023                      | 16.–24. September 2023 | Belgrad  | 5      | Iran                           | Mohammad Hadi Saravi     |
| Weltmeisterschaften 2023                      | 16.–24. September 2023 | Belgrad  | 5      | Individuelle Neutrale Athleten | Abubakar Chaslachanau () |
| Afrikanisch/Ozeanisches Qualifikationsturnier | 22.–24. März 2024      | Kairo    | 2      | Ägypten                        | Mohamed Gabr             |
| Afrikanisch/Ozeanisches Qualifikationsturnier | 22.–24. März 2024      | Kairo    | 2      | Algerien                       | Fadi Rouabah             |
| Amerikanisches Qualifikationsturnier          | 1.–3. März 2024        | Acapulco | 2      | Honduras                       | Kevin Mejía              |
| Amerikanisches Qualifikationsturnier          | 1.–3. März 2024        | Acapulco | 2      | Vereinigte Staaten             | Josef Rau                |
| Europäisches Qualifikationsturnier            | 4.–7. April 2024       | Baku     | 2      | Georgien                       | Robert Kobliaschwili     |
| Europäisches Qualifikationsturnier            | 4.–7. April 2024       | Baku     | 2      | Litauen                        | Mindaugas Venckaitis     |
| Asiatisches Qualifikationsturnier             | 19.–21. April 2024     | Bischkek | 2      | Usbekistan                     | Rustam Assakalov         |
| Asiatisches Qualifikationsturnier             | 19.–21. April 2024     | Bischkek | 2      | Südkorea                       | Kim Seung-jun            |
| Internationales Qualifikationsturnier         | 9.–12. Mai 2024        | Istanbul | 3      | Finnland                       | Arvi Savolainen          |
| Internationales Qualifikationsturnier         | 9.–12. Mai 2024        | Istanbul | 3      | Individuelle Neutrale Athleten | —                        |
| Internationales Qualifikationsturnier         | 9.–12. Mai 2024        | Istanbul | 3      | Kirgisistan                    | Üsür Dschussupbekow      |
| Internationales Qualifikationsturnier         | 9.–12. Mai 2024        | Istanbul | 3      | Deutschland                    | Lucas Lazogianis         |
| Gesamt                                        | Gesamt                 | Gesamt   | 16     | 16                             | 16                       |

#### Klasse bis 130 kg
| Qualifikationswettbewerb                      | Datum                  | Ort      | Plätze | Nation                         | Qualifizierter Athlet |
| --------------------------------------------- | ---------------------- | -------- | ------ | ------------------------------ | --------------------- |
| Weltmeisterschaften 2023                      | 16.–24. September 2023 | Belgrad  | 5      | Iran                           | Amin Mirzazadeh       |
| Weltmeisterschaften 2023                      | 16.–24. September 2023 | Belgrad  | 5      | Türkei                         | Hamza Bakır           |
| Weltmeisterschaften 2023                      | 16.–24. September 2023 | Belgrad  | 5      | Ägypten                        | Abdellatif Mohamed    |
| Weltmeisterschaften 2023                      | 16.–24. September 2023 | Belgrad  | 5      | Kuba                           | Mijaín López          |
| Weltmeisterschaften 2023                      | 16.–24. September 2023 | Belgrad  | 5      | China                          | Meng Lingzhe          |
| Afrikanisch/Ozeanisches Qualifikationsturnier | 22.–24. März 2024      | Kairo    | 1      | Tunesien                       | Amine Guennichi       |
| Afrikanisch/Ozeanisches Qualifikationsturnier | 22.–24. März 2024      | Kairo    | 1      | Marokko                        | Oussama Assad         |
| Amerikanisches Qualifikationsturnier          | 1.–3. März 2024        | Acapulco | 2      | Vereinigte Staaten             | Adam Coon             |
| Amerikanisches Qualifikationsturnier          | 1.–3. März 2024        | Acapulco | 2      | Chile                          | Yasmani Acosta        |
| Europäisches Qualifikationsturnier            | 4.–7. April 2024       | Baku     | 2      | Deutschland                    | Jello Krahmer         |
| Europäisches Qualifikationsturnier            | 4.–7. April 2024       | Baku     | 2      | Individuelle Neutrale Athleten | —                     |
| Europäisches Qualifikationsturnier            | 4.–7. April 2024       | Baku     | 2      | Bulgarien                      | Kiril Milow           |
| Asiatisches Qualifikationsturnier             | 19.–21. April 2024     | Bischkek | 2      | Südkorea                       | Lee Seung-chan        |
| Asiatisches Qualifikationsturnier             | 19.–21. April 2024     | Bischkek | 2      | Kasachstan                     | Alimchan Sysdykow     |
| Internationales Qualifikationsturnier         | 9.–12. Mai 2024        | Istanbul | 3      | Rumänien                       | Alin Alexuc-Ciurariu  |
| Internationales Qualifikationsturnier         | 9.–12. Mai 2024        | Istanbul | 3      | Aserbaidschan                  | Sabah Şəriəti         |
| Internationales Qualifikationsturnier         | 9.–12. Mai 2024        | Istanbul | 3      | Individuelle Neutrale Athleten | —                     |
| Internationales Qualifikationsturnier         | 9.–12. Mai 2024        | Istanbul | 3      | Estland                        | Heiki Nabi            |
| Neuverteilung ungenutzter Quotenplätze        | —                      | —        | 1      | Litauen                        | Mantas Knystautas     |
| Gesamt                                        | Gesamt                 | Gesamt   | 16     | 16                             | 16                    |

## Frauen

### Freier Stil

#### Klasse bis 50 kg
| Qualifikationswettbewerb                      | Datum                  | Ort      | Plätze | Nation                         | Qualifizierte Athletin        |
| --------------------------------------------- | ---------------------- | -------- | ------ | ------------------------------ | ----------------------------- |
| Weltmeisterschaften 2023                      | 16.–24. September 2023 | Belgrad  | 5      | Japan                          | Yui Susaki                    |
| Weltmeisterschaften 2023                      | 16.–24. September 2023 | Belgrad  | 5      | Mongolei                       | Dolgordschawyn Otgondschargal |
| Weltmeisterschaften 2023                      | 16.–24. September 2023 | Belgrad  | 5      | China                          | Feng Ziqi                     |
| Weltmeisterschaften 2023                      | 16.–24. September 2023 | Belgrad  | 5      | Vereinigte Staaten             | Sarah Hildebrandt             |
| Weltmeisterschaften 2023                      | 16.–24. September 2023 | Belgrad  | 5      | Türkei                         | Evin Demirhan                 |
| Afrikanisch/Ozeanisches Qualifikationsturnier | 22.–24. März 2024      | Kairo    | 2      | Algerien                       | Ibtissem Doudou               |
| Afrikanisch/Ozeanisches Qualifikationsturnier | 22.–24. März 2024      | Kairo    | 2      | Ägypten                        | Nada Mohamed                  |
| Amerikanisches Qualifikationsturnier          | 1.–3. März 2024        | Acapulco | 2      | Kolumbien                      | Alisson Cardozo               |
| Amerikanisches Qualifikationsturnier          | 1.–3. März 2024        | Acapulco | 2      | Kuba                           | Yusneylys Guzmán              |
| Europäisches Qualifikationsturnier            | 4.–7. April 2024       | Baku     | 2      | Ukraine                        | Oksana Liwatsch               |
| Europäisches Qualifikationsturnier            | 4.–7. April 2024       | Baku     | 2      | Individuelle Neutrale Athleten | —                             |
| Europäisches Qualifikationsturnier            | 4.–7. April 2024       | Baku     | 2      | Litauen                        | Gabija Dilytė                 |
| Asiatisches Qualifikationsturnier             | 19.–21. April 2024     | Bischkek | 2      | Usbekistan                     | Aktenge Keunimjayeva          |
| Asiatisches Qualifikationsturnier             | 19.–21. April 2024     | Bischkek | 2      | Indien                         | Vinesh Phogat                 |
| Internationales Qualifikationsturnier         | 9.–12. Mai 2024        | Istanbul | 3      | Italien                        | Emanuela Liuzzi               |
| Internationales Qualifikationsturnier         | 9.–12. Mai 2024        | Istanbul | 3      | Deutschland                    | Anastasia Blayvas             |
| Internationales Qualifikationsturnier         | 9.–12. Mai 2024        | Istanbul | 3      | Aserbaidschan                  | Mariya Stadnik                |
| Gesamt                                        | Gesamt                 | Gesamt   | 16     | 16                             | 16                            |

#### Klasse bis 53 kg
| Qualifikationswettbewerb                      | Datum                  | Ort      | Plätze | Nation                         | Qualifizierte Athletin |
| --------------------------------------------- | ---------------------- | -------- | ------ | ------------------------------ | ---------------------- |
| Weltmeisterschaften 2023                      | 16.–24. September 2023 | Belgrad  | 5      | Japan                          | Akari Fujinami         |
| Weltmeisterschaften 2023                      | 16.–24. September 2023 | Belgrad  | 5      | Individuelle Neutrale Athleten | —                      |
| Weltmeisterschaften 2023                      | 16.–24. September 2023 | Belgrad  | 5      | Ecuador                        | Lucía Yépez            |
| Weltmeisterschaften 2023                      | 16.–24. September 2023 | Belgrad  | 5      | Indien                         | Antim Panghal          |
| Weltmeisterschaften 2023                      | 16.–24. September 2023 | Belgrad  | 5      | Schweden                       | Jonna Malmgren         |
| Weltmeisterschaften 2023                      | 16.–24. September 2023 | Belgrad  | 5      | Griechenland                   | Maria Prevolaraki      |
| Afrikanisch/Ozeanisches Qualifikationsturnier | 22.–24. März 2024      | Kairo    | 2      | Guam                           | Mia Aquino             |
| Afrikanisch/Ozeanisches Qualifikationsturnier | 22.–24. März 2024      | Kairo    | 2      | Nigeria                        | Christianah Ogunsanya  |
| Amerikanisches Qualifikationsturnier          | 1.–3. März 2024        | Acapulco | 2      | Vereinigte Staaten             | Dominique Parrish      |
| Amerikanisches Qualifikationsturnier          | 1.–3. März 2024        | Acapulco | 2      | Venezuela                      | Betzabeth Argüello     |
| Europäisches Qualifikationsturnier            | 4.–7. April 2024       | Baku     | 2      | Rumänien                       | Andreea Ana            |
| Europäisches Qualifikationsturnier            | 4.–7. April 2024       | Baku     | 2      | Individuelle Neutrale Athleten | —                      |
| Europäisches Qualifikationsturnier            | 4.–7. April 2024       | Baku     | 2      | Deutschland                    | Annika Wendle          |
| Asiatisches Qualifikationsturnier             | 19.–21. April 2024     | Bischkek | 2      | China                          | Pang Qianyu            |
| Asiatisches Qualifikationsturnier             | 19.–21. April 2024     | Bischkek | 2      | Nordkorea                      | Choe Hyo-gyong         |
| Internationales Qualifikationsturnier         | 9.–12. Mai 2024        | Istanbul | 3      | Moldau                         | Mariana Drăguțan       |
| Internationales Qualifikationsturnier         | 9.–12. Mai 2024        | Istanbul | 3      | Mongolei                       | Batchujagiin Chulan    |
| Internationales Qualifikationsturnier         | 9.–12. Mai 2024        | Istanbul | 3      | Türkei                         | Zeynep Yetgil          |
| Gesamt                                        | Gesamt                 | Gesamt   | 16     | 16                             | 16                     |

#### Klasse bis 57 kg
| Qualifikationswettbewerb                      | Datum                  | Ort      | Plätze | Nation                         | Qualifizierte Athletin   |
| --------------------------------------------- | ---------------------- | -------- | ------ | ------------------------------ | ------------------------ |
| Weltmeisterschaften 2023                      | 16.–24. September 2023 | Belgrad  | 5      | Moldau                         | Anastasia Nichita        |
| Weltmeisterschaften 2023                      | 16.–24. September 2023 | Belgrad  | 5      | Japan                          | Tsugumi Sakurai          |
| Weltmeisterschaften 2023                      | 16.–24. September 2023 | Belgrad  | 5      | Nigeria                        | Odunayo Adekuoroye       |
| Weltmeisterschaften 2023                      | 16.–24. September 2023 | Belgrad  | 5      | Vereinigte Staaten             | Helen Maroulis           |
| Weltmeisterschaften 2023                      | 16.–24. September 2023 | Belgrad  | 5      | Polen                          | Anhelina Łysak           |
| Afrikanisch/Ozeanisches Qualifikationsturnier | 22.–24. März 2024      | Kairo    | 2      | Algerien                       | Chaimaa Aouissi          |
| Afrikanisch/Ozeanisches Qualifikationsturnier | 22.–24. März 2024      | Kairo    | 2      | Guam                           | Rckaela Aquino           |
| Amerikanisches Qualifikationsturnier          | 1.–3. März 2024        | Acapulco | 2      | Ecuador                        | Luisa Valverde           |
| Amerikanisches Qualifikationsturnier          | 1.–3. März 2024        | Acapulco | 2      | Kanada                         | Hannah Taylor            |
| Europäisches Qualifikationsturnier            | 4.–7. April 2024       | Baku     | 2      | Deutschland                    | Sandra Paruszewski       |
| Europäisches Qualifikationsturnier            | 4.–7. April 2024       | Baku     | 2      | Individuelle Neutrale Athleten | —                        |
| Europäisches Qualifikationsturnier            | 4.–7. April 2024       | Baku     | 2      | Ukraine                        | Alina Hruschyna-Akobija  |
| Asiatisches Qualifikationsturnier             | 19.–21. April 2024     | Bischkek | 2      | China                          | Hong Kexin               |
| Asiatisches Qualifikationsturnier             | 19.–21. April 2024     | Bischkek | 2      | Indien                         | Anshu Malik              |
| Internationales Qualifikationsturnier         | 9.–12. Mai 2024        | Istanbul | 3      | Individuelle Neutrale Athleten | —                        |
| Internationales Qualifikationsturnier         | 9.–12. Mai 2024        | Istanbul | 3      | Brasilien                      | Giullia Penalber         |
| Internationales Qualifikationsturnier         | 9.–12. Mai 2024        | Istanbul | 3      | Italien                        | Aurora Russo             |
| Internationales Qualifikationsturnier         | 9.–12. Mai 2024        | Istanbul | 3      | Mongolei                       | Boldsaichany Chongordsul |
| Gesamt                                        | Gesamt                 | Gesamt   | 16     | 16                             | 16                       |

#### Klasse bis 62 kg
| Qualifikationswettbewerb                      | Datum                  | Ort      | Plätze | Nation                         | Qualifizierte Athletin |
| --------------------------------------------- | ---------------------- | -------- | ------ | ------------------------------ | ---------------------- |
| Weltmeisterschaften 2023                      | 16.–24. September 2023 | Belgrad  | 5      | Japan                          | Sakura Motoki          |
| Weltmeisterschaften 2023                      | 16.–24. September 2023 | Belgrad  | 5      | Kirgisistan                    | Aissuluu Tynybekowa    |
| Weltmeisterschaften 2023                      | 16.–24. September 2023 | Belgrad  | 5      | Norwegen                       | Grace Bullen           |
| Weltmeisterschaften 2023                      | 16.–24. September 2023 | Belgrad  | 5      | Ukraine                        | Iryna Koljadenko       |
| Weltmeisterschaften 2023                      | 16.–24. September 2023 | Belgrad  | 5      | Deutschland                    | Luisa Niemesch         |
| Afrikanisch/Ozeanisches Qualifikationsturnier | 22.–24. März 2024      | Kairo    | 2      | Tunesien                       | Siwar Bousetta         |
| Afrikanisch/Ozeanisches Qualifikationsturnier | 22.–24. März 2024      | Kairo    | 2      | Nigeria                        | Esther Kolawole        |
| Amerikanisches Qualifikationsturnier          | 1.–3. März 2024        | Acapulco | 2      | Vereinigte Staaten             | Kayla Miracle          |
| Amerikanisches Qualifikationsturnier          | 1.–3. März 2024        | Acapulco | 2      | Kanada                         | Ana Godinez            |
| Europäisches Qualifikationsturnier            | 4.–7. April 2024       | Baku     | 2      | Bulgarien                      | Biljana Dudowa         |
| Europäisches Qualifikationsturnier            | 4.–7. April 2024       | Baku     | 2      | Individuelle Neutrale Athleten | —                      |
| Europäisches Qualifikationsturnier            | 4.–7. April 2024       | Baku     | 2      | Frankreich                     | Améline Douarre        |
| Asiatisches Qualifikationsturnier             | 19.–21. April 2024     | Bischkek | 2      | Mongolei                       | Pürewdordschiin Orchon |
| Asiatisches Qualifikationsturnier             | 19.–21. April 2024     | Bischkek | 2      | Südkorea                       | Lee Han-bit            |
| Internationales Qualifikationsturnier         | 9.–12. Mai 2024        | Istanbul | 3      | Rumänien                       | Kriszta Incze          |
| Internationales Qualifikationsturnier         | 9.–12. Mai 2024        | Istanbul | 3      | Türkei                         | Nesrin Baş             |
| Internationales Qualifikationsturnier         | 9.–12. Mai 2024        | Istanbul | 3      | Individuelle Neutrale Athleten | —                      |
| Internationales Qualifikationsturnier         | 9.–12. Mai 2024        | Istanbul | 3      | Schweden                       | Johanna Lindborg       |
| Gesamt                                        | Gesamt                 | Gesamt   | 16     | 16                             | 16                     |

#### Klasse bis 68 kg
| Qualifikationswettbewerb                      | Datum                  | Ort      | Plätze | Nation                         | Qualifizierte Athletin |
| --------------------------------------------- | ---------------------- | -------- | ------ | ------------------------------ | ---------------------- |
| Weltmeisterschaften 2023                      | 16.–24. September 2023 | Belgrad  | 5      | Mongolei                       | Enchsaichany Delgermaa |
| Weltmeisterschaften 2023                      | 16.–24. September 2023 | Belgrad  | 5      | Türkei                         | Buse Tosun             |
| Weltmeisterschaften 2023                      | 16.–24. September 2023 | Belgrad  | 5      | Frankreich                     | Koumba Larroque        |
| Weltmeisterschaften 2023                      | 16.–24. September 2023 | Belgrad  | 5      | Moldau                         | Irina Rîngaci          |
| Weltmeisterschaften 2023                      | 16.–24. September 2023 | Belgrad  | 5      | Japan                          | Nonoka Ozaki           |
| Afrikanisch/Ozeanisches Qualifikationsturnier | 22.–24. März 2024      | Kairo    | 2      | Neuseeland                     | Tayla Ford             |
| Afrikanisch/Ozeanisches Qualifikationsturnier | 22.–24. März 2024      | Kairo    | 2      | Nigeria                        | Blessing Oborududu     |
| Amerikanisches Qualifikationsturnier          | 1.–3. März 2024        | Acapulco | 2      | Vereinigte Staaten             | Amit Elor              |
| Amerikanisches Qualifikationsturnier          | 1.–3. März 2024        | Acapulco | 2      | Venezuela                      | Soleymi Caraballo      |
| Europäisches Qualifikationsturnier            | 4.–7. April 2024       | Baku     | 2      | Polen                          | Wiktoria Chołuj        |
| Europäisches Qualifikationsturnier            | 4.–7. April 2024       | Baku     | 2      | Individuelle Neutrale Athleten | —                      |
| Europäisches Qualifikationsturnier            | 4.–7. April 2024       | Baku     | 2      | Ukraine                        | Tetjana Sowa Rischko   |
| Asiatisches Qualifikationsturnier             | 19.–21. April 2024     | Bischkek | 2      | Nordkorea                      | Pak Sol-gum            |
| Asiatisches Qualifikationsturnier             | 19.–21. April 2024     | Bischkek | 2      | Kirgisistan                    | Meerim Dschumanasarowa |
| Internationales Qualifikationsturnier         | 9.–12. Mai 2024        | Istanbul | 3      | Indien                         | Nisha Dahiya           |
| Internationales Qualifikationsturnier         | 9.–12. Mai 2024        | Istanbul | 3      | China                          | Zhou Feng              |
| Internationales Qualifikationsturnier         | 9.–12. Mai 2024        | Istanbul | 3      | Kanada                         | Linda Morais           |
| Gesamt                                        | Gesamt                 | Gesamt   | 16     | 16                             | 16                     |

#### Klasse bis 76 kg
| Qualifikationswettbewerb                      | Datum                  | Ort      | Plätze | Nation             | Qualifizierte Athletin |
| --------------------------------------------- | ---------------------- | -------- | ------ | ------------------ | ---------------------- |
| Weltmeisterschaften 2023                      | 16.–24. September 2023 | Belgrad  | 5      | Kirgisistan        | Ajperi Medet Kyzy      |
| Weltmeisterschaften 2023                      | 16.–24. September 2023 | Belgrad  | 5      | Japan              | Yūka Kagami            |
| Weltmeisterschaften 2023                      | 16.–24. September 2023 | Belgrad  | 5      | Kolumbien          | Tatiana Rentería       |
| Weltmeisterschaften 2023                      | 16.–24. September 2023 | Belgrad  | 5      | Vereinigte Staaten | Kennedy Blades         |
| Weltmeisterschaften 2023                      | 16.–24. September 2023 | Belgrad  | 5      | Kuba               | Milaimys Marín         |
| Afrikanisch/Ozeanisches Qualifikationsturnier | 22.–24. März 2024      | Kairo    | 2      | Tunesien           | Zaineb Sghaier         |
| Afrikanisch/Ozeanisches Qualifikationsturnier | 22.–24. März 2024      | Kairo    | 2      | Nigeria            | Hannah Rueben          |
| Amerikanisches Qualifikationsturnier          | 1.–3. März 2024        | Acapulco | 2      | Kanada             | Justina Di Stasio      |
| Amerikanisches Qualifikationsturnier          | 1.–3. März 2024        | Acapulco | 2      | Ecuador            | Génesis Reasco         |
| Europäisches Qualifikationsturnier            | 4.–7. April 2024       | Baku     | 2      | Ungarn             | Bernadett Nagy         |
| Europäisches Qualifikationsturnier            | 4.–7. April 2024       | Baku     | 2      | Türkei             | Yasemin Adar           |
| Asiatisches Qualifikationsturnier             | 19.–21. April 2024     | Bischkek | 2      | Indien             | Reetika Hooda          |
| Asiatisches Qualifikationsturnier             | 19.–21. April 2024     | Bischkek | 2      | China              | Wang Juan              |
| Internationales Qualifikationsturnier         | 9.–12. Mai 2024        | Istanbul | 3      | Rumänien           | Cătălina Axente        |
| Internationales Qualifikationsturnier         | 9.–12. Mai 2024        | Istanbul | 3      | Bulgarien          | Juliana Janewa         |
| Internationales Qualifikationsturnier         | 9.–12. Mai 2024        | Istanbul | 3      | Mongolei           | Ench-Amaryn Dawaanasan |
| Gesamt                                        | Gesamt                 | Gesamt   | 16     | 16                 | 16                     |